# Cyperus echinatus

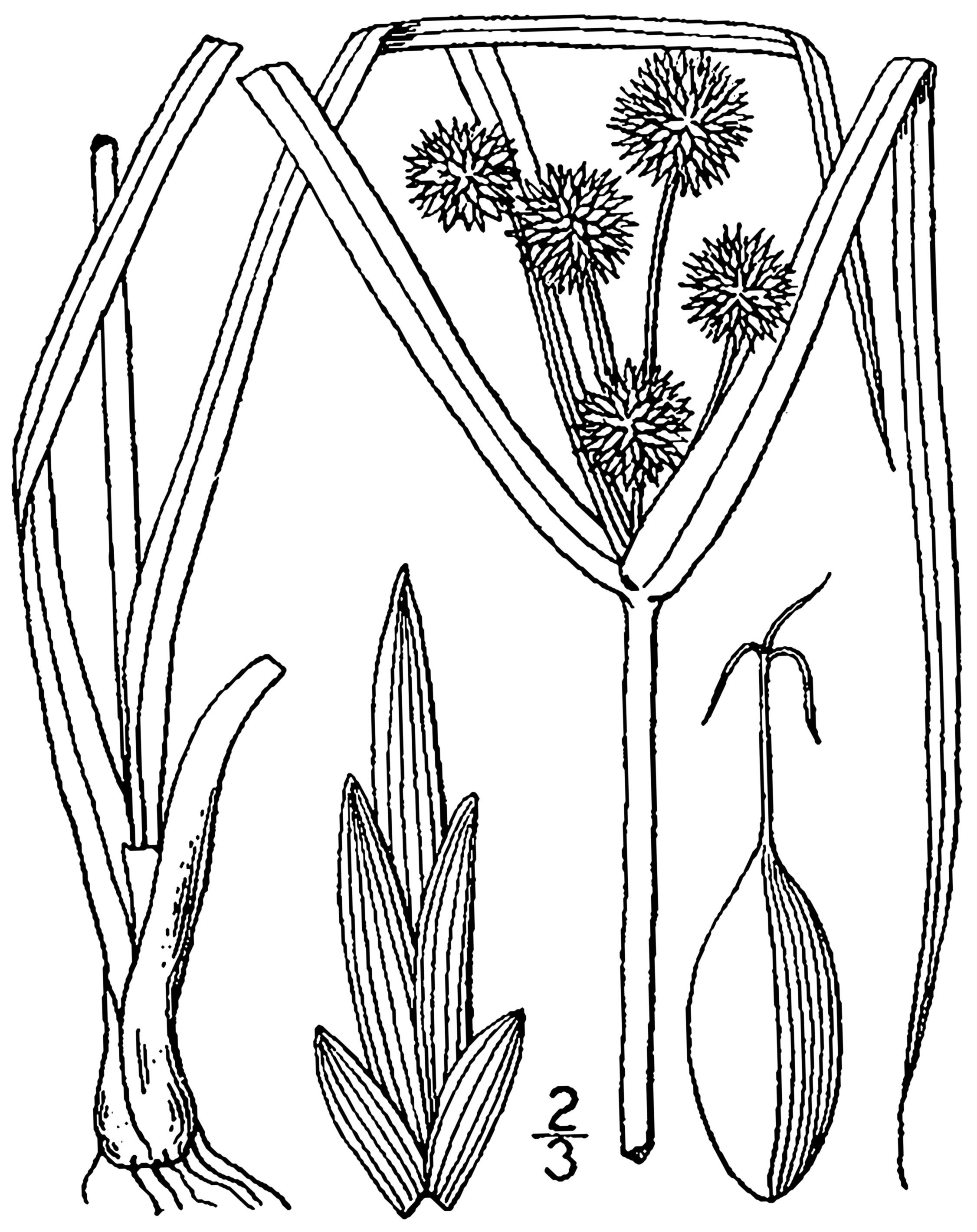
Ilustración de 1913
Britton, N.L., and A. Brown. 1913. An illustrated flora of the northern United States, Canada and the British Possessions. 3 vols. Charles Scribner's Sons, New York.

Cyperus echinatus  es una especie de planta del género Cyperus, originaria de Norteamérica.

## Descripción
Es una planta perenne con rizomas cortos, nudosa, que carece de tubérculos. Alcanza un tamaño de 30-100 cm de largo, fuertemente trígono, los lados a veces un tanto cóncavos y suaves. Hojas de 15-65 cm de largo x 3-9 mm de ancho, más cortas que los tallos. Inflorescencias en umbelas irregulares con 1-2 espigas sésiles y 3-12 rayos, cada rayo liso, que termina en una punta. Brácteas 4-7, en su mayoría  un tanto ascendente. Espigas de 8-18 mm de largo, con 60 a más de 100 espiguillas, globosas o casi, muy densas, las espiguillas irradian en todas las direcciones del eje. Frutas 1.8 a 2.3 mm de largo, estrechamente oblongas en contorno,  bruscamente en ángulo recto en sección transversal, los lados planos, la superficie de color marrón, brillante.

## Distribución y hábitat
Relativamente común, sobre todo al sur del río Misuri (este de EE. UU. al oeste de Kansas y Texas). Se encuentra en las praderas de las tierras altas, las praderas de arena, claros, y las aberturas de los bosques secos; también en pastos secos, bordes de carreteras, ferrocarriles, y áreas secas abiertas, perturbadas, generalmente en suelos rocosos o arenosos sobre sustratos ácidos.

## Taxonomía
Cyperus echinatus fue descrita por (Linneo) Alph.Wood   y publicado en A Class-book of Botany 734. 1861.
Etimología
Ver: Cyperus
echinatus: epíteto latino que significa "espinoso".
Sinonimia
- Cyperus ovularis (Michx.) Torr.
- Cyperus ovularis var. sphaericus Boeckeler
- Cyperus ovularis var. wolfii (Alph.Wood) Kük.
- Cyperus wolfii Alph.Wood
- Kyllinga ovularis Michx.
- Mariscus bracheilema Steud.
- Mariscus drummondii Steud.
- Mariscus echinatus (L.) Elliott
- Mariscus globulosus Urb.
- Mariscus ovularis (Michx.) Vahl
- Mariscus ovularis var. tenellus Torr.
- Mariscus retroflexus Willd. ex Kunth
- Mariscus rivularis Walp.
- Mariscus sphaericus Willd. ex Kunth
- Mariscus sphaerocephalus Steud.
- Schoenus umbellatus Jacq.
- Scirpus echinatus L.[4][5]